# Ornithogalum neurostegium
Ornithogalum neurostegium är en sparrisväxtart som beskrevs av Pierre Edmond Boissier och Emanuel Blanche. Ornithogalum neurostegium ingår i släktet stjärnlökar, och familjen sparrisväxter.

## Underarter
Arten delas in i följande underarter:
- O. n. eigii
- O. n. neurostegium